# La Bloutière
 La Bloutière  es una población y comuna francesa, en la región de Baja Normandía, departamento de Mancha, en el distrito de Saint-Lô y cantón de Villedieu-les-Poêles.

## Demografía
| 442 | 398 | 374 | 418 | 428 | 418 |
| Para los censos de 1962 a 1999 la población legal corresponde a la población sin duplicidades (Fuente: INSEE [Consultar]) |     |     |     |     |     |